# Pave Caius
Pave Caius 1. (også kaldet Gaius) var pave fra 283 til sin død i 296. Han var søn af Gaius eller – ifølge Sankt Susanna af Concordius – en slægtning til kejser Diocletian, og han blev valgt til pave 17. december 283. Hans grav med den oprindelige inskription blev fundet i Calixtus-katakomberne, og i den befandt sig hans ring, som han brugte til at forsegle sine breve.
Hans navnedag er 22. april sammen med Pave Soter 1.. Sankt Caius portrætteres i kunsten med den pavelige tiara med Sankt Nereus. Han æres i Dalmatien og Venedig.